# Ariake (1934)
Ariake (japonsky 有明) byl torpédoborec japonského císařského námořnictva třídy Hacuharu. Byl dokončen v březnu 1935 jako pátá jednotka šestičlenné třídy Hacuharu. Zúčastnil se druhé čínsko-japonské války a druhé světové války v Tichomoří, během které se věnoval eskortním a transportním povinnostem.
Během úvodní fáze bojů v Pacifiku působil jako doprovod těžkých jednotek, například během náletu na Darwin, bitvy v Korálovém moři, či útoku na Aleuty. Zúčastnil se obou pokusů o obsazení Nauru a následně zasáhl i do bojů o Guadalcanal. Zúčastnil se několika „krysích transportů“. Dne 26. prosince byl poškozen americkými bombardéry B-24 a odplul k opravám do Japonska. Na jaře 1943 se opět věnoval doprovodu těžkých jednotek a 28. července 1943 jej během pokusu o dopravu zásob japonské posádce u mysu Gloucester potopily americké armádní bombardéry B-25.
U japonských jmen je rodné jméno uváděno na prvním místě a rodové jméno na druhém

## Popis
Ariake byl první ze dvou jednotek druhé série torpédoborců třídy Hacuharu, která byla stavěna v první polovině třicátých let 20. století pro císařské námořnictvo na základě 1. námořního doplňovacího plánu z roku 1931 (第一次補充計画 dai-iči-dži hodžú keikaku) Vzhledem k přetížení nástaveb a nestabilitě původního návrhu jako důsledku snahy o kompenzaci omezení vyplývajících z londýnské konference byl návrh jednotek druhé série upraven. Mimo jiné byl trup rozšířen o 0,6 (nebo 0,5 či 1,0) metrů, došlo ke snížení můstku, nebyl instalován třetí torpédomet a jednohlavňová věž se 127mm kanónem nebyla instalována v superpozici na přídi, ale byla rovnou instalována na záď. Zpočátku byl Ariake vybaven zdvojeným vyváženým kormidlem, ale po zkouškách bylo rozhodnuto instalovat jednoduché polovyvážené kormidlo.
Hlavní výzbrojí Ariake byly dva tříhlavňové 610mm torpédomety typu 90 model 2 pro torpéda typu 90, které byly instalovány mezi prvním a druhým a za druhým komínem.
Hlavní hlavňovou výzbroj Ariake představovalo pět víceúčelových 127mm kanónů typu 3. roku s délkou hlavně 50 ráží ve dvou dvouhlavňových věžích modelu C na přídi a zádi a jedné jednohlavňové věži modelu A na zádi před zadním 127mm dvojčetem. K jejich zaměřování sloužil jeden třímetrový stereoskopický dálkoměr.

## Stavba a cvičné plavby
V prosinci 1931 bylo rozhodnuto o zahájení stavby Ariake v rámci fiskálního roku 1932. Stavba byla zahájena 14. ledna 1933 a ráno 23. září 1934 byl Ariake spuštěn na vodu. Již 1. října se konala zkouška bočního náklonu pro ověření stability.
Od 1. listopadu 1934 až do přijetí Ariake do služby vykonával funkci gisó inčó (艤装員長 ~ vrchní dozorce dokončovacích prací) šósa (少佐 ~ korvetní kapitán) Šigetaka Amano. Ten byl také až do 1. prosince 1936 prvním velitelem Ariake.
Po instalaci zadního torpédometu a třetí dělové věže 11. prosince se Ariake 26. prosince vrátil do doku, kde zůstal až do 9. ledna 1935. Poté byla 12. ledna instalována druhá dělová věž a následovalo období zkoušek. Nejprve byla 14. ledna na sedm hodin a patnáct minut trvající první zkušební plavbě otestována pohonná soustava. O dva dny později následovala další zkušební plavba a teprve 19. ledna došlo na první oficiální zkušební plavbu. Další plavba následovala 21. ledna a den poté byla provedena zkouška umístění těžiště. Třetí a čtvrtá oficiální zkušební plavby se konaly 23. a 25. ledna. Po ukončení první série zkušebních plaveb byl od 31. ledna do 8. února Ariake opět umístěn do doku. Následovaly zkoušky zbraňových systémů. Nejprve 16. února neoficiální dělostřelecký test, pak 18. února oficiální test odpálení torpéd a hlubinných náloží, 20. února oficiální dělostřelecký test a zkouška sonaru a 24. února oficiální zkouška systémů řízení palby. Poté se Ariake 25. února opět odebral do doku. Během úprav v docích proběhla 7. března oficiální zkouška člunů. Ariake v doku zůstal až do 11. března a o dva dny později se konala první oficiální zkouška gyrokompasu, magnetického kompasu a radiozaměřovače. Posledním testem byl 23. března finální test polohy těžiště a period bočních výkyvů. Po těchto testech byl Ariake 25. března 1935 přijat do služby jako pátý a předposlední torpédoborec třídy Hacuharu.

## Služba

### Druhá čínsko-japonská válka
Ariake se druhé čínsko-japonské války zúčastnil téměř od jejího počátku: již 22. srpna 1937 byl jedním ze čtyř torpédoborců, které u ostrova Šengšan-jang (嵊山洋, též Saddle, jihovýchodně od Šanghaje) převzaly z paluby bitevní lodě Nagato část vojáků 1. a 2. praporu 43. pěšího pluku 11. pěší divize císařské armády a v noci na 23. srpna je vylodil v Šanghaji.

### Začátek druhé světové války
Na začátku války byl Ariake, spolu se sesterským Júgure a dvěma torpédoborci třídy Širacuju (Širacuju a Šigure), zařazen do 27. kučikutai (駆逐隊 ~ divize torpédoborců), která tehdy náležela pod 3. suirai sentai (水雷戦隊 ~ eskadra torpédoborců) 1. kantai (艦隊 ~ loďstvo) Rengó kantai.
Celá 27. kučikutai zůstala během napadení Pearl Harboru v domácích vodách. Dne 8. prosince 1941 vyplul Ariake se zbytkem 27. kučikutai na projížďku k Boninským ostrovům jako doprovod bitevních lodí 1. kantai a poté se opět vrátil do Japonska. Dne 18. prosince vyplul z Tokujamy vstříc vracející se Nagumově Kidó butai (機動部隊 ~ mobilní svaz) od Pearl Harboru. Spolu s ní pak zamířil do Haširadžimy, kde zakotvil 23. prosince.
Od 8. do 10. ledna 1942 prodělával Ariake údržbu v suchém doku v Kure. Po jejím ukončení přeplul 11. ledna zpět do Haširadžimy a již 12. ledna vyplul jako eskorta 2. kókú sentai (航空戦隊 ~ divize letadlových lodí: Hirjú a Sórjú) na její misi do jihozápadního Pacifiku. Nejprve se s ní 17. až 21. ledna zastavil na Palau, doprovázel jí během útoku na Ambon a 28. ledna se opět vrátil na Palau.
V únoru opět vyplul z Palau a doprovázel letadlové lodě během útoku na Port Darwin. Poté – spolu s ostatními jednotkami – zakotvil 21. února ve Staring Bay na Celebesu. Odtud vyplul již 25. února, aby opět doprovázel letadlové lodě Kidó butai, tentokráte během jejich operacích proti Jávě. Do Staring Bay se vrátil 11. března, ale ještě téhož dne opět vyplul, tentokrát jako eskorta konvoje do Saseba, kam doplul 22. března. V Sasebu se podrobil další údržbě, včetně pobytu v doku (4. až 12. dubna). Dne 15. dubna vyplul spolu s dalšími torpédoborci 27. kučikutai do Mako na Pescadorech, kde se setkal s letadlovými loděmi 5. kókú sentai Šókaku a Zuikaku. Dne 19. dubna vyplul jako jejich eskorta a zamířil na Truk, kde zakotvil 25. dubna.

### Operace „MO“, „RY“ a „AL“ (květen a červen 1942)

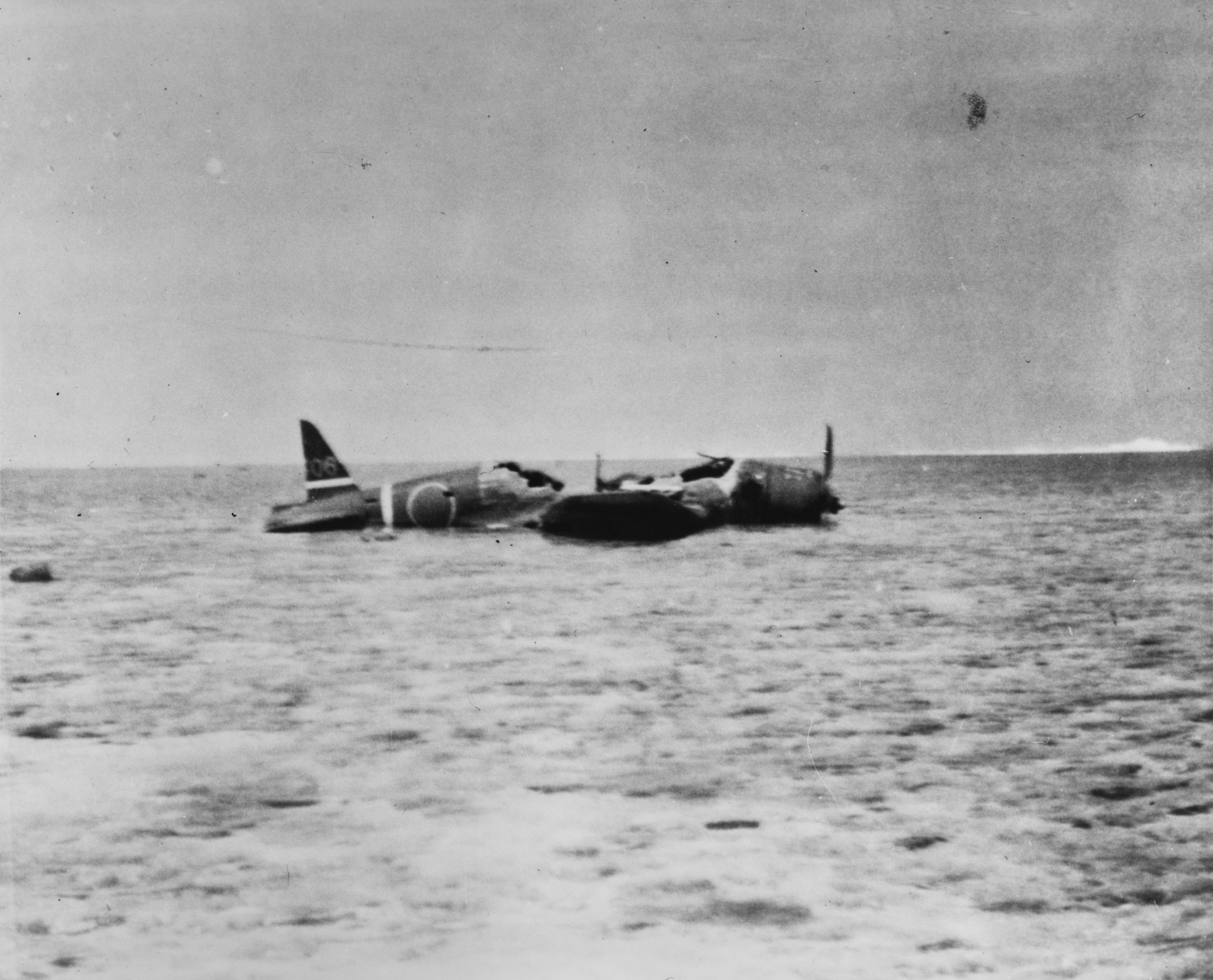
Vrak kankó typu 97 (B5N2) EI-306 na Indispensable Reefs po objevení Američany. Prostor kokpitu zapálila posádka kankó.

Dne 1. května 1942 vyplul Ariake z Truku, aby se podílel na operaci „MO“ jako součást doprovodu MO úderného svazu čúdžó (中将 ~ viceadmirál) Takeo Takagiho. Celá operace vyústila v bitvu v Korálovém moři. Během prvního dne bitvy, 7. května, se dvě průzkumné kankó typu 97 (B5N2) (EI-306 a pravděpodobně EI-302) ze Šókaku zdržely příliš dlouho v určené oblasti a nezbylo jim palivo pro návrat. Přistály proto nouzově u Indispensable Reefs, kde jejich posádky 8. května vyzvedl Ariake.
Po neúspěchu operace „MO“ se Ariake spolu s ostatními plavidly vrátil do Truku. Již 13. května ale vyplouvá, aby jako doprovod těžkých křižníků Mjókó a Haguro vzdáleného krytí podpořil operaci „RY“: japonskou okupaci atolů Ocean a Nauru. Jelikož japonský průzkumný hydroplán z Tulagi zpozoroval 15. května americkou TF 16 s letadlovými loděmi USS Enterprise a USS Hornet, byla celá operace odvolána a Ariake se 16. května vrátil na Truk.
Dne 17. května vyplul Ariake jako doprovod křižníků Mjókó a Haguro z Truku a 22. května zakotvil v Kure. V rámci připravovaných operací MI a AL byl přidělen k eskortě aleutského krycího svazu, kterému velel čúdžó Širó Takasu. Dne 29. května vyplul krycí svaz spolu s Ariake a Jamamotovým hlavním svazem z Haširadžimy. Krycí svaz do boje nezasáhl a 17. června se vrátil do Jokosuky.
Dne 14. července byla v rámci velké pomidwayské reorganizace loďstva 27. kučikutai přeřazena pod 4. suirai sentai 2. kantai Rengó kantai.

### Zpátky v jihozápadním Pacifiku a obsazení Nauru (srpen 1942)
Dne 11. srpna vyplul Ariake z Jokosuky, aby doprovodil 2. kantai na Truk. Tam dorazil 17. srpna a celá 27. kučikutai byla dočasně přidělena ke 4. kantai pověřené ochranou Gilbertových ostrovů a přilehlých oblastí.
Dne 20. srpna vyplul z Truku k Nauru, aby podpořil druhý pokus o obsazení tohoto na fosfáty bohatého ostrova. Ve dnech 22. a 23. odstřeloval cíle na ostrově a 25. srpna se na ostrově vylodila výsadková skupina složená ze členů posádky torpédoborce a ostrov obsadila. Teprve až 31. srpna byl výsadek vystřídán okupační posádkou. Poté torpédoborec pokračoval v plavbě na Jaluit a poté na Shortland.

### Boje o Guadalcanal (září až prosinec 1942)

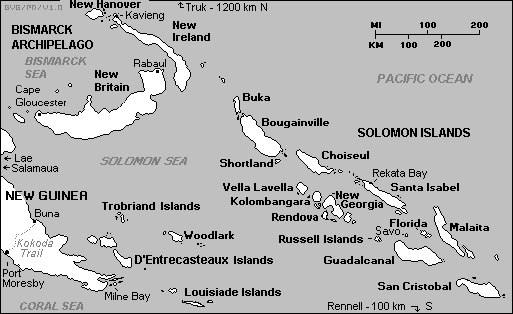
Mapa Bismarckova a Šalomounova souostroví v jihozápadním Pacifiku, kde se Ariake zúčastnil několika transportních a doprovodných misí v letech 1942 a 1943

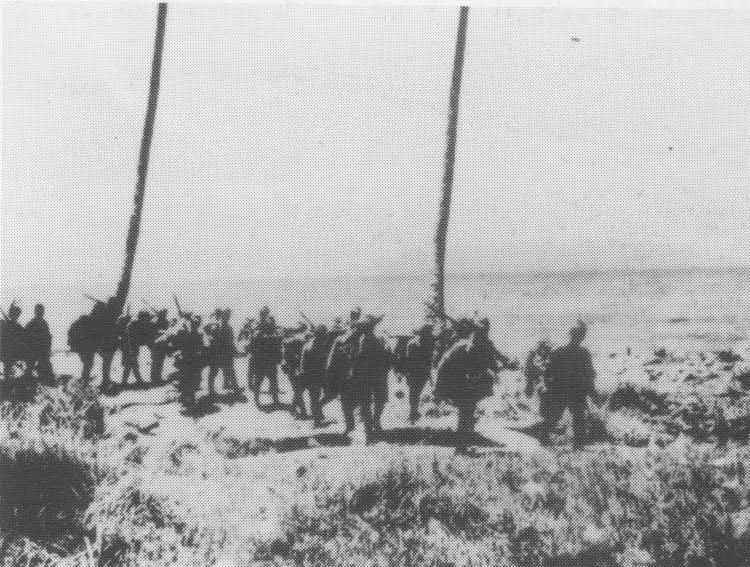
Vojáci detašmentu Aoba pochodují po pobřeží Guadalcanalu, krátce po vylodění v noci na 5. září

Ráno 7. srpna 1942 se americká námořní pěchota vylodila na Guadalcanalu, Tulagi, Gavutu a Tanambogo. Zatímco poslední tři ostrovy byly během pár dní obsazeny, o Guadalcanal se rozhořela několikaměsíční bitva. Japonci se snažili zásobovat posádku na ostrově a přivážet posily hlavně pomocí takzvaných „krysích transportů“, které Spojenci nazývali „Tokijský expres“. Dne 4. září vyplul na svůj první „krysí transport“ ze Shortlandu i Ariake. Spolu s ním pluly torpédoborce Uranami a Šikinami v první sekci a Júdači, Hacujuki a Murakumo v druhé sekci. Na jejich palubách bylo celkem 1000 mužů patřících zbytku Ičikiho jednotky a detašmentu Aoba. Torpédoborce vylodily vojáky v noci ze 4. na 5. září na mysu Taivu (9°25′ j. š., 160°21′ v. d.), východně od amerických pozic. Druhá sekce narazila na transportní torpédoborce USS Gregory a USS Little, které potopila. Po akci se torpédoborce vrátily na Shortland.
Již 6. září vyplul Ariake spolu s Uranami (vlajkový), Šikinami a Júdači ze Shortlandu opět ke Guadalcanalu – tentokrát měl být jejich cílem hlášený konvoj, ale Japonci nic nenašli a tak pouze ostřelovali lungské letiště. Po této misi připlul Ariake do Rabaulu, aby poskytl doprovod těžkému křižníku Čókaj, který během září podnikl cestu na Shortland.
Dne 11. října vyplul Ariake z Rabalu, aby na Shortland – kam dorazil následujícího dne – dopravil velitele 4. suirai sentai, šóšó (少将 ~ kontradmirál) Tomocu Takamu.
Japonské snahy o dopravu posil a zásob na Guadalcanal pokračovaly. Necelá 27. kučikutai (pouze Ariake, Širacuju a Šigure) se 13. října na Shortlandu připojila k rychlému konvoji šesti transportních lodí, které převážely z Rabaulu na Guadalcanal 2. divizi císařské armády a 4. kaigun tokubecu rikusentai (海軍特別陸戦隊 ~ speciální námořní vyloďovací jednotka). Eskortu doplňovaly torpédoborce Akizuki (Takamova vlajková loď) a 2. kučikutai (Júdači, Harusame, Samidare a Murasame). Odpoledne 14. října byl konvoj poprvé napaden letouny z Guadalcanalu. Druhý útok přišel navečer téhož dne, ale narazil na hlídkující A6M3 z Buin. Celkem Američané přišli o dva F4F a jednu P-39, aniž by dokázali konvoj vážněji ohrozit. Všechny lodě dopluly k cíli, kde (od západu k východu) Kjúšú Maru, Azumasan Maru a Sasako Maru najely na břeh jihovýchodně od mysu Bunani (9°20′36″ j. š., 159°50′14″ v. d.) a kde je 15. října zničily americké letouny. Ariake, který kryl transportér Nankai Maru, se po vyložení transportéru vydal spolu s ním toho dne v 11:45 na zpáteční plavbu. Torpédoborce se spolu se zbývajícími transporty vrátily 16. října na Shortland.
Již následující den po příjezdu (tedy 17. října) vypluly opět Ariake, Širacuju a Šigure ke Guadalcanalu, aby spolu s dalšími čtyřmi transportními skupinami v rámci dalšího „krysího transportu“ dopravily na ostrov vojáky, zbraně, zásoby a munici. Torpédoborce 27. kučikutai vyložily svůj náklad u mysu Tassafaronga (9°22′9″ j. š., 159°51′51″ v. d.) a vzaly na palubu raněné a nemocné vojáky k evakuaci.
Dalšího „krysího transportu“ se Ariake zúčastnil 29. října, když spolu s Šigure vyložil na mysu Tassafaronga zásoby potravin, paliva a štáb 17. armády čúdžó (中将 ~ generálporučík) Harukiči Hjakutakeho a 8. kantai. Američané ale byli o výsadku informováni a proti oběma torpédoborcům vyslali letadla a torpédové čluny PT, které je donutily předčasně odplout i s částí nevyloženého nákladu. Další dva „krysí transporty“ k mysu Tassafaronga následovaly 2. a 5. listopadu. První – vedený lehkým křižníkem Tenrjú – musel být pro nepříznivé počasí přerušen, aniž by byly vyloženy všechen materiál. Druhý transport již byl úspěšnější a Ariake dopravil na Guadalcanal 200 vojáků. Nazpět evakuovaly torpédoborce celkem 250 dělníků a raněných, se kterými se vrátily na Shortland.
Ze Shortlandu zamířil Ariake 7. listopadu na Truk, kam dorazil 9. listopadu. Na hlavní základně císařského námořnictva v jižním Pacifiku se Ariake podrobil nezbytné údržbě a opravám, které zajistila opravárenská loď Akaši. Po ukončení oprav vyplul Ariake 28. listopadu z Truku a přes Rabaul zamířil na Shortland, kde zakotvil 4. prosince.
Siatuace na Guadalcanalu byla pro Japonce čím dál horší a císařské námořnictvo při pokusech o zásobování ostrova ztratilo již příliš mnoho lodí. Přešlo proto k novému způsobu zásobování ostrova: lodě převážely sudy naplněné zásobami, které se u pobřeží shodily do moře a posádka na Guadalcanalu je měla vylovit. Zkrátil se tak čas strávený pobytem u pobřeží ostrova. Po svém návratu na Shortland se Ariake zúčastnil třetího takového transportu, když se spolu s deseti dalšími torpédoborci pokusil 7. prosince dopravit sudy ke Guadalcanalu. Hlídkující americké torpédové čluny ale donutily Japonce přerušit vykládku a ustoupit. Během leteckého útoku byl blízkým dopadem pumy poškozen torpédoborec Nowaki. Imobilizovaný torpédoborec byl vzat do vleku torpédoborcem Naganami. Jeden z japonských hydroplánů hlídkujících nad torpédoborci musel nouzově přistát na hladině. Ariake se odpoutal od svazu, aby zachránil posádku hydroplánu. Poté se vrátil, aby spolu s Araši (který byl rovněž poškozen) doprovodil Naganami a Nowaki zpět na Shortland.
Naposledy se Ariake vydal ke Guadalcanalu se čtvrtým transportem sudů, který vyplul 11. prosince ze Shortlandu a měl na ostrov dopravit 1200 sudů zásob. Kolem půlnoci na 12. prosince se východně od mysu Esperance (9°16′ j. š., 159°42′ v. d.) konvoj střetl s americkými torpédovými čluny. Vlajkový torpédoborec Teruzuki byl zasažen nejméně jedním torpédem a následně se potopil. Zbytek torpédoborců se vrátil na Shortland.

### Eskortní povinnosti: Rabaul, Truk a Japonsko (prosinec 1942 až červenec 1943)
Po návratu od Guadalcanalu zamířil Ariake hned 12. prosince do Rabaulu, kde zakotvil 13. prosince. Dne 17. prosince byl Ariake opět na moři, když zpozoroval stopy šesti torpéd 70 mil jiho–jihovýchodně od mysu Svatého Jiří (4°51′ j. š., 152°52′36″ v. d.). Torpédoborec provedl protiútok a nárokoval si potopení nepřátelské ponorky na pozici 5°50′ j. š., 153°15′ v. d.
Dne 19. prosince vyplul Ariake z Rabaulu, aby spolu s Kawakaze doprovodil transportér Kozan Maru s 1300 vojáky a municí na jeho cestě přes Shortland do nově vybudované základny v Munda. Poté se vrátil zpět do Rabaulu. Další transportér Nankai Maru do Mundy, který vyplul z Rabaulu 25. prosince, měl doprovodit torpédoborec Uzuki. Nankai Maru byla ještě téhož dne na pozici 5°5′ j. š., 152°28′ v. d. torpédována ponorkou USS Seadragon a torpédoborec Uzuki byl poškozen při následné kolizi s Nankai Maru, které spěchal na pomoc. Poškozené dvojici plavidel vypluly z Rabaulu na pomoc torpédoborce Ariake, Naganami, Tanikaze a Urakaze. Ariake vzal do vleku Uzuki, ale 26. prosince byla skupinka plavidel napadena armádními B-24. Poblíž Ariake explodovalo šest pum, které zabily 28 a zranily 40 mužů posádky. Obě zadní dělové věže byly vyřazeny, maximální rychlost Ariake byla redukována na 16 uzlů (29,6 km/h) a loď musela přejít na manuální ovládání kormidla. Urakaze převzal Uzuki do vleku a Ariake ještě téhož dne doplul do Rabaulu.
Z Rabaulu pokračoval Ariake 3. ledna 1943 na Truk, kam dorazil o tři dny později. Na Truku se přidal k dalším čtyřem torpédoborcům eskortujícím Zuikaku, Mucu a Suzuja mezi 7. až 12. lednem na cestě z Truku do Kure. Z Kure Ariake pokračoval do Saseba, kam připlul 14. ledna a 19. byl umístěn do suchého doku kvůli opravám. Ariake dok opustil 2. února. Během pobytu v Sasebu byly provedeny potřebné opravy a také byla obměněna protiletadlová výzbroj výměnou 40mm pom–pomu za 25mm dvojkanóny. Dne 15. února vyplul Ariake ze Saseba jako doprovod konvoje na Truk, kam dorazil 21. února.
Mezi 1. a 4. dubnem eskortoval Amagi Maru z Truku do Rabaulu. Na Truk se vrátil 6. dubna. O deset dní později vyplul spolu s torpédoborci Šigure, Hibiki a Sazanami z Truku jako eskorta eskortních letadlových lodí Taijó a Čújó na jejich cestě do Jokosuky, kam dorazily 21. dubna. Na zpáteční cestě Ariake doprovodil mezi 25. a 30. dubnem – spolu s Šigure, Naganami a Ušio – eskortní letadlové lodě Čújó a Unjó na Truk.
Mezi 17. a 22. květnem doprovodil spolu s Šigure a dalšími plavidly bitevní loď Musaši na její cestě do Jokosuky. V Jokosuce se Ariake zdržel kvůli údržbě, ale již 10. června vyplul spolu s Júgure, aby doprovodily letadlovou loď Hijó na Truk. Ještě téhož dne ve 20:00 byla Hijó zasažena dvěma torpédy z ponorky USS Trigger. Oba torpédoborce pak chránily ochromenou letadlovou loď až do doby, než jí vzal do vleku křižník Isuzu a poté dvojici doprovodily zpět do Jokosuky, kam dorazily v noci z 11. na 12. června.
Když už byl Ariake zpátky v Jokosuce, dali se dělnící do další údržby. Na loď přibylo nové 25mm dvojče, které bylo umístěno na plošinu před můstkem. Spolu s dalšími plavidly doprovodil 16. až 21. června letadlovou loď Rjúhó z Jokosuky na Truk.
Na Truku se na palubu Ariake nalodila část 5. protiletecké jednotky (第五防空隊 Dai-go bókútai). Spolu s těžkými křižníky Kumano, Suzuja a torpédoborci Niizuki a Suzukaze vyplul Ariake 23. června z Truku. Transport mířil k Rabaulu, kam dorazil 25. června. Po vyložení transportovaných vojáků se všechny lodě kromě Niizuki vrátily 27. června zpět na Truk. Další cestu z Truku do Rabaulu podnikl Ariake spolu s Kumano a Suzuja 9. až 11. července a 13. července se vrátil zpět na Truk. Ve dnech 14. až 17. doprovázel konvoj z Truku do Rabaulu a zpět.
Dne 15. července 1943 se novým kapitánem Ariake stal čtyřiapadesátiletý šósa Akifumi Kawahaši.
Předposlední plavba Ariake je trošku záhadou. Podle Hary (který tehdy velel 27. kučikutai) se měl Ariake spolu se dvěma dalšími (nejmenovanými) torpédoborci 21. července vrátit do Rabaulu z „krysího transportu“ na Kolombangaru, zatímco podle Nevitta měl 17. až 20. července doprovázet lehký křižník Nagara z Rabaulu na Truk a zpět do Rabaulu se měl vrátit 25. července.

### Poslední plavba (červenec 1943)
Ve čtvrtek 27. července 1943 vyplul Ariake spolu s vlajkovým torpédoborcem 30. kučikutai Mikazuki z Rabaulu, aby dopravil vojáky na Tuluvu (jak Japonci nazývali mys Gloucester a kde měli vybudováno letiště). Na oba torpédoborce bylo naloděno 500 vojáků 115. pěšího a 14. protiletadlového pluku, šest děl, pět kulometů a 40 tun zásob a jiného materiálu. Oba torpédoborce navíc táhly po jednom vyloďovacím člunu. Když se obě lodě blížily k cíli, najel před půlnocí 27. července Mikazuki v Borgen Bay (jihovýchodně od mysu Gloucester) na mělčinu. Podle Nevitta a Hary najel na mělčinu i Ariake, ale povedlo se ho vyprostit.
Ariake převzal z Mikazuki transportované vojáky i velitele 30. kučikutai taisa (大佐 ~ námořní kapitán) Cuneo Oritu a dokončil misi. Poté se vrátil, aby pomohl uvázlému Mikazuki, takže za úsvitu 28. července se stále ještě nacházel poblíž Tuluvu v Borgen Bay.

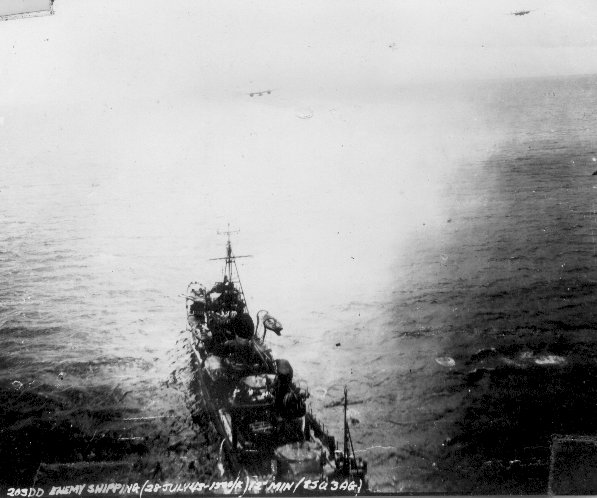
Pohled z útočícího B-25 na Ariake v Borgen Bay. Všimněte si nízké výšky útoku: Mitchelly zaútočily buďto tzv. metodou skip bombing nebo masthead attack, kterou Col. Gunn propagoval v jihozápadním Tichomoří.

Toho rána zaútočilo na mys Gloucester patnáct B-25C-1 (s osmi půlpalcovými kulomety v přídi) a jeden B-25G s/n 42-64808 (se 75mm kanónem) od 3rd Attack Group 5th Air Force USAAF, doprovázených deseti P-38. Těm se nad cílem postavil do cesty džotó hikó heisó Hideo Watanabe se svými osmi A6M Reisen/„Zero“ od kókútai 204 (航空隊 ~ letecká skupina/pluk), které hlídkovaly nad oběma torpédoborci. Rozhořela se letecká bitva, které se účastnila i stíhací esa 1st Lt (~ nadporučík) Richard „Dick“ Bong (celkem 40 sestřelů) za Američany a nitó hikó heisó (二等飛行兵曹 ~ desátník) Šóiči Sugita (celkem 70 sestřelů) a Watanabe (celkem 16 sestřelů) za Japonce. Američané si nárokovali sedm „Oskarů“ (sic!) bez vlastních ztrát a Japonci nárokovali tři P-38 a jeden bombardér při ztrátě jednoho Reisenu. Bombardéry napadly cíle na mysu Gloucester a oba torpédoborce.
Kanónový B-25G pilotoval Col. (~ plukovník) Paul Irving „Pappy“ Gunn, který si měl vybrat za cíl větší z obou torpédoborců – tedy Ariake (ovšem bez viditelného účinku 75mm granátů). Ale Dunn identifikuje Gunnův cíl jako Mikazuki.
Ariake byl podle japonských záznamů zasažen čtyřmi pumami, ale Američané si nárokovali čtrnáct zásahů. Podle Harových vzpomínek najel při úhybných manévrech Ariake na útes. Podle Dunna se potopil na hluboké vodě. Údaje o ztrátách na životech se rovněž rozcházejí. Hlášení, které cituje Hara, uvádí sedm mrtvých za oba torpédoborce. Nevitt uvádí nejméně sedm mrtvých včetně kapitána Kawahašiho. Dunn píše o „těžkých ztrátách“.
Dne 15. října 1943 byl Ariake vyškrtnut ze seznamu lodí japonského císařského námořnictva.